# 프로펠러 슬루프

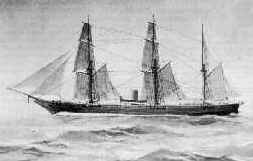
프로펠러 슬루프인 USS 와이오밍

프로펠러 슬루프는 프로펠러로 구동되는 슬루프형 포함이다. 19세기 증기 기관이 발명되면서 프로펠러로 구동하는 선박은 외차를 통한 배의 스크류로 구동하는 선박과는 차이를 두게 되었다. 다른 프로펠러 구동 군함으로는 증기 프리깃과 스르큐 코르벳이 있다.

## 같이 보기
- CSS 앨라베마
- USS 와이오밍
- HMS 가넷. 현재는 박물관에 전시되어 있다.
- USS 후사토닉. 최초의 성공적인 잠수함 공격으로 침몰했다.